# Cricotopus perniger
Cricotopus perniger är en tvåvingeart som först beskrevs av Zetterstedt 1850.  Cricotopus perniger ingår i släktet Cricotopus och familjen fjädermyggor. Arten är reproducerande i Sverige. Inga underarter finns listade i Catalogue of Life.